# جنينيون
الجنينيون هي فرقة شيعية يُدَّعى أنها كانت موجودة وأنها كانت تعتقد بأن الإمام الحسن العسكري كانت له جارية قد حملت منه بجنين ذكر، وأنه ما يزال جنينًا في بطن أمه حتى الساعة، وأنه سيظل جنينًا إلى قرب وقت الظهور في نهاية الزمان، حيث سيولد حينها فيكون الإمام محمد المهدي.[بحاجة لمصدر] بينما يعتقد الشيعة الإثنا عشرية بأن الإمام المهدي بن الحسن العسكري قد وُلِدَ، وأنه حيٌّ يُرزق، وأنه هو المهدي المنتظر المؤمل الذي سيظهر في آخر الزمان؛ ليملأ الأرض قسطًا وعدلًا كما مُلئت ظلمًا وجورًا.